# غيليس سيمون
غيليس سيمون (بالفرنسية: Gilles Simon)‏ هو مهندس فرنسي، ولد في 14 يونيو 1958 في وجدة في المغرب.